# Anoka (Minnesota)
Anoka è una città degli Stati Uniti d'America, capoluogo della Contea di Anoka, dello Stato del Minnesota. La città fu fondata nel 1844 e nel censimento del 2000 contava 18.076 abitanti.